# Intercéréales
Intercéréales est une interprofession et un lobby français de la filière céréalière.

## Missions
Intercéréales conduit des actions de recherche et de développement, dont la réalisation est assurée par l’institut technique agricole Arvalis ; des actions d’information et de promotion des atouts de la filière céréalière et de ses produits auprès du grand public français ; des actions de promotion à l’étranger ; et des actions générales, liées à la technique de production et de transformation des céréales.

## Organisation
Intercéréales est constituée d'une Assemblée générale, d'un Conseil d'administration, d'un Bureau et de 4 Comités internes.
L’Assemblée générale de l’Interprofession regroupe quatorze organisations professionnelles nationales du secteur céréalier  
Intercéréales regroupe des producteurs de céréales au sein du collège production, des collecteurs et des exportateurs au sein du collège collecte-commercialisation. L’interprofession représente aussi les industries de première transformation (meunerie, nutrition animale, semoulerie, maïserie, malterie, amidonnerie…) et enfin les exportateurs. C’est une interprofession dite courte, qui n’inclut pas la seconde transformation des céréales.
C’est dans le cadre de l’accord interprofessionnel adopté par les membres des collèges en février 2022 que le financement de l’interprofession a été défini. Ce dernier détermine les Cotisations Volontaires Obligatoires (CVO) pour les campagnes 2022 à 2025.

## Plan de filière
En octobre 2017, le président de la République a demandé aux interprofessions d'élaborer des plans de développement et de transformation des filières agricoles et agroalimentaires. Intercéréales, à l'instar de 34 autres interprofessions, a remis au ministre de l'Agriculture son plan de filière en décembre 2017. Il s’articule autour de l’innovation, pour répondre aux attentes des clients, des consommateurs et des citoyens, pour favoriser la transition du secteur et gagner en compétitivité,,.

## Activité de lobbying
Pour l'année 2021, Intercéréales déclare à la Haute Autorité pour la transparence de la vie publique exercer des activités de lobbying en France pour un montant annuel compris entre 200 000 et 300 000 euros.
En 2022, le lobby céréalier recrute Marine Imbault, conseillère du ministre chargé des relations avec le Parlement,.
En 2024, Céline Imart, ancienne porte-parole d'Intercéréales, est candidate aux élections européennes à la deuxième place de la liste Les Républicains menée par François-Xavier Bellamy,.
En mars 2024, via sa marque Les Céréales, Intercéréales fait un partenariat commercial sur la chaîne YouTube Studio Bagel, sur la cible des 15-25 ans,,.